# Michael Calfan
Michael Calfan (Parigi, 12 novembre 1990) è un disc jockey francese.

## Biografia
Calfan nasce nel 1990 a Parigi, in Francia. Fin da piccolo è attratto dal mondo dell'elettronica e comincia a creare musica già a quindici anni.
Ispirato dai Daft Punk e i Modjo, viene scoperto nel 2008 da Bob Sinclar, che lo segnala come uno degli artisti più promettenti.
Nel 2015 lancia Treasured Soul per Spinnin' Records, un singolo che farà molto successo anche in Italia. Nel febbraio del 2016 esce Nobody does it better. Nel 2020 collabora con Martin Solveig per il brano No Lie, pubblicato anch'esso tramite Spinnin' Records.

## Discografia

### Singoli
- 2010: Galactica [Bob Sinclar Digital]
- 2010: Go [Bob Sinclar Digital]
- 2010: She Wants It [Yellow Productions]
- 2010: Disco Inferno [Strictly Rhythm]
- 2010: The World [Hugh Recordings]
- 2010: Ching Choing feat Kaye Styles [Bob Sinclar Digital]
- 2011: The Bomb [Bob Sinclar Digital]
- 2011: Spider [Bob Sinclar Digital]
- 2011: Leather [Bob Sinclar Digital]
- 2011: Black Rave [Bob Sinclar Digital]
- 2011: Resurrection (inc. Axwell Recut Club Version) [Yellow Productions]
- 2012: Mozaik [Stealth Records]
- 2013: Let Your Mind Go (con John Dahlbäck) [Spinnin Records]
- 2013: Lion (Feel The Love) (con Fedde Le Grand) [Flamingo Recordings]
- 2013: Falcon [Protocol Recordings]
- 2014: Feel The Love (con Fedde Le Grand) (feat. Max'C) [Flamingo Recordings]
- 2014: Prelude [Spinnin Records]
- 2015: Treasured Soul [Spinnin Records]
- 2015: Mercy [Spinnin Records]
- 2015: Breaking The Doors [Spinnin Records]
- 2016: Nobody Does It Better [Spinnin Records]
- 2020: No Lie (con Martin Solveig) [Spinnin' Records]
- 2020: Last Call [Spinnin' Records]
- 2020: Call Me Now (con Inna) [Spinnin' Records]

### Remix
- 2010: SomethingALaMode - 5am feat. K Flay (Michael Calfan Remix) [Yellow Productions]
- 2010: Lyszak - Tonight (Michael Calfan Remix) [Bob Sinclar Digital]
- 2010: Louis Botella, DJ Joss - Change The World (Michael Calfan Remix) [Yellow Productions]
- 2011: Jidax - Get Crushed (Michael Calfan Remix) [Follow Recordings]
- 2011: Ron Carroll, Michael Canitrot - When You Got Love (Michael Calfan Remix) [Aime Music]
- 2011: David Guetta - Turn Me On feat. Nicki Minaj (Michael Calfan Remix) [F*** Me I'm Famous]
- 2012: Bob Sinclar - Wild Thing feat. Snoop Dogg (Michael Calfan Remix) [Yellow Productions]
- 2012: David Guetta - She Wolf (Falling To Pieces) Feat. Sia (Michael Calfan Remix) [What A Music]
- 2012: Regi, Dimitri Vegas & Like Mike - Momentum (Michael Calfan Remix) [Smash The House]
- 2013: Marcus Schossow - Reverie (Michael Calfan Remix) [Axtone Records]
- 2014: Switchfoot - Who We Are (Michael Calfan Remix) [Atlantic Records]
- 2015: Oliver Heldens - Koala (Michael Calfan Remix) [Spinnin' Remixes]
- 2015: Major Lazer - Powerful (Michael Calfan Remix)
- 2015: Duke Dumont - Ocean Drive (Michael Calfan Remix) [Virgin EMI]
- 2020: Michael Calfan e Martin Solveig - No Lie (Michael Calfan Remix) [Spinnin' Remixes]